# Birdham
Birdham är en by och en civil parish i Chichester i West Sussex i England. Orten har 1 483 invånare (2011). Byn nämndes i Domedagsboken (Domesday Book) år 1086, och kallades då Brideham.